# Австралийская крачка
Австралийская крачка (лат. Sternula nereis) — вид птиц из семейства чайковых (Laridae). Выделяют три подвида. Распространены в Австралии, Новой Зеландии и Новой Каледонии.

## Описание
Австралийская крачка достигает длины 22—27 см и массы 57 г; размах крыльев варьирует от 45 до 51 см. Половой диморфизм не выражен. Верхняя часть тела бледно-серая. Голова белая с небольшой чёрной макушкой, чёрное оперение доходит до затылка и линии глаз, но не доходит до клюва. Раздвоенный хвост белого цвета; нижняя часть тела белая; ноги оранжево-жёлтые; клюв желтовато-коричневый. Вне сезона размножения чёрные перья на макушке в основном заменяются на белые, а клюв становится чёрным на кончике и у основания. Окраска оперения неполовозрелых птиц похожа на оперение взрослых особей вне сезона размножения.
Характерный крик в полёте — пронзительное «zwitt».

## Биология
Австралийская крачка питается рыбой, главным образом, следуя за косяками кормящихся хищных рыб, а также мелкой донной рыбой на мелководьях в устьях рек и гаванях.
Австралийская крачка гнездится на защищённых участках прибрежья материка и близлежащих островов, обычно на песчаных пляжах выше линии прилива, но ниже того места, где произрастает растительность. Места гнездования находятся в районах с белой, серой и оранжевой скорлупой на песке, что способствует маскировке яиц, птенцов и высиживающих взрослых особей. Гнёзда часто находятся на расстоянии не менее 1 км друг от друга и представляют собой небольшие углубления в песке без внутренней выстилки. Сезон размножения приходится на различное время в зависимости от региона, но обычно продолжается с середины-конца октября до февраля. Подвид S. n. exsul в Новой Каледонии гнездится зимой с мая по декабрь. В кладке обычно одно-два яйца. Оба родителя насиживают кладку, охраняют и кормят птенцов, причём самец обеспечивает большую часть пищи. Птенцы полностью оперяются примерно через 30 дней, и родители кормят их с меньшей частотой в течение следующего месяца, пока они учатся добывать корм самостоятельно.
Максимальная продолжительность жизни 17—18 лет.

## Подвиды и распространение
Выделяют три подвида:
- Sternula nereis exsul Mathews, 1912 — Новая Каледония
- Sternula nereis davisae Mathews & Iredale, 1913 — Новая Зеландия (север Северного острова)
- Sternula nereis nereis Gould, 1843 — западное и южное побережье Австралии и Тасмания